# Jais
Jais is een stad en gemeente in het district Amethi van de Indiase staat Uttar Pradesh.

## Demografie
Volgens de Indiase volkstelling van 2001 wonen er 24.366 mensen in Jais, waarvan 52% mannelijk en 48% vrouwelijk is. De plaats heeft een alfabetiseringsgraad van 42%.